# Дума (стихотворение)
«Ду́ма» — стихотворение поэта Михаила Юрьевича Лермонтова, написанное им в 1838 году. Одно из наиболее значимых стихотворений Лермонтова, посвящённых гражданской теме.

## История
Стихотворение «Дума» было написано Лермонтовым в 1838 году в Санкт-Петербурге. Рукопись (автограф) стихотворения не сохранилась.
Впервые «Дума» была опубликована в учёно-литературном журнале «Отечественные записки» в 1839 году с цензурной пометой «С. Петербург 1 января 1839. Ценсор А. Никитенко. Ценсор С. Куторга». 
Вскоре после публикации в литературных журналах появились положительные отзывы от В. Г. Белинского («Московский наблюдатель» за 1839 год, ч. II, № 4, отд. IV, стр. 134), Н. А. Мельгунова («Литературные прибавления к „Русскому инвалиду“», 1839 год, т. I, № 19 (13 мая), стр. 414—416).

## Оценки и мнения
В. Г. Белинский считал, что «Дума» — в некотором роде сатира, выраженная громами негодования, грозой духа оскорбленного позором общества. «Эти стихи писаны кровью, они вышли из глубины оскорблённого духа: это вопль, это стон человека, для которого отсутствие внутренней жизни есть зло, в тысячу раз ужаснейшее физической смерти!», — писал он. Также Белинский выделил «Думу» как «энергическое, могучее по форме, хотя и прекраснодушное несколько по содержанию стихотворение».
Н. А. Мельгунов в издании «Литературные прибавления к „Русскому инвалиду“» писал, что «Дума» и подобные стихи Лермонтова наводят тяжёлую грусть и заставляют невольно задумываться. «Дай бог, чтоб предчувствие не сбылось, чтоб поколение наше оставило прочный след на земле, запечатлев его плодовитой мыслию и гениальным трудом!», — пишет он. В конце статьи Мельгунов делает вывод, что нынешнее поколение ещё может совершить что-нибудь великое.
Историк литературы П. А. Висковатов считал, что в стихотворениях Лермонтова «Дума» и «Поэт» заметно влияние французского поэта Огюста Барбье, впоследствии эту теорию более подробно развил советский литературовед Б. М. Эйхенбаум, заявив, что для Лермонтова в этот период лирика Барбье — образец гражданской ораторской поэзии.
Литературовед, историк русской литературы, профессор филологического факультета МГУ А. И. Журавлёва охарактеризовала «Думу» как сложный синтез элегии, ямбической оды и философского монолога.

## Влияние
В повести Антона Павловича Чехова «Скучная история» писатель употребляет первую строку «Думы», вводя её в критические рассуждения одного из персонажей — филолога Михаила Фёдоровича.
— Измельчала нынче наша публика, — вздыхает Михаил Федорович. — Не говорю уже об идеалах и прочее, но хоть бы работать и мыслить умели толком! Вот уж именно: «Печально я гляжу на наше поколенье».
Российский поэт Константин Григорьев в одном из своих стихотворений также использовал фрагменты из стихотворения Лермонтова.
Печально я гляжу на наше поколенье —

И сразу в рыло дать мне хочется ему.

Хотя кому — ему? Оно же — поколенье

И состоит из сотен тысяч разных рыл.